# Chili aux Jeux olympiques d'été de 2020
Le Chili participe aux Jeux olympiques de 2020 à Tokyo au Japon. Il s'agit de sa 24e participation à des Jeux d'été.

## Athlètes engagés
| Sport              | Hommes | Femmes | Total |
| ------------------ | ------ | ------ | ----- |
| Athlétisme         | 2      | 1      | 3     |
| Aviron             | 2      | 0      | 2     |
| Beach-volley       | 2      | 0      | 2     |
| Canoë-kayak        | 0      | 2      | 2     |
| Cyclisme           | 1      | 2      | 3     |
| Équitation         | 1      | 1      | 2     |
| Escrime            | 0      | 1      | 1     |
| Football           | 0      | 22     | 22    |
| Golf               | 2      | 0      | 2     |
| Gymnastique        | 1      | 1      | 2     |
| Haltérophilie      | 1      | 1      | 2     |
| Judo               | 0      | 1      | 1     |
| Lutte              | 1      | 0      | 1     |
| Natation           | 1      | 1      | 2     |
| Pentathlon moderne | 1      | 0      | 1     |
| Skateboard         | 0      | 1      | 1     |
| Surf               | 1      | 0      | 1     |
| Tennis             | 1      | 0      | 1     |
| Tennis de table    | 0      | 1      | 1     |
| Tir                | 0      | 1      | 1     |
| Tir à l'arc        | 1      | 0      | 1     |
| Triathlon          | 1      | 1      | 2     |
| Voile              | 1      | 0      | 1     |
| Total              | 20     | 37     | 57    |

## Résultats

### Athlétisme
| Athlètes          | Épreuve                    | Qualification | Qualification | Finale      | Finale   |
| Athlètes          | Épreuve                    | Performance   | Rang          | Performance | Rang     |
| ----------------- | -------------------------- | ------------- | ------------- | ----------- | -------- |
| Gabriel Kehr      | Lancer du marteau masculin | 75,60 m       | 13e           | Éliminé     | Éliminé  |
| Humberto Mansilla | Lancer du marteau masculin | 74,76 m       | 17e           | Éliminé     | Éliminé  |
| Karen Gallardo    | Lancer du disque féminin   | 55,81 m       | 29e           | Éliminée    | Éliminée |

### Aviron
| Athlète                    | Compétition                          | Séries        | Séries | Repêchages    | Repêchages | Demi-finales | Demi-finales | Finale                 | Finale |
| Athlète                    | Compétition                          | Temps         | Rang   | Temps         | Rang       | Temps        | Rang         | Temps                  | Rang   |
| -------------------------- | ------------------------------------ | ------------- | ------ | ------------- | ---------- | ------------ | ------------ | ---------------------- | ------ |
| César Abaroa Eber Sanhueza | Deux de couple poids légers masculin | 6 min 35 s 15 | 5e     | 6 min 48 s 22 | 5e         | Non disputé  | Non disputé  | Finale C 6 min 31 s 97 | 14e    |

### Beach-volley
| Athlètes                      | Tour préliminaire                             | Tour préliminaire                   | Tour préliminaire                        | Tour préliminaire | Repêchage                               | 1/8e de finale                          | Quarts de finale | Demi-finales     | Finale / 3e place | Finale / 3e place |
| Athlètes                      | Adversaire Score                              | Adversaire Score                    | Adversaire Score                         | Rang              | Adversaire Score                        | Adversaire Score                        | Adversaire Score | Adversaire Score | Adversaire Score  | Rang              |
| ----------------------------- | --------------------------------------------- | ----------------------------------- | ---------------------------------------- | ----------------- | --------------------------------------- | --------------------------------------- | ---------------- | ---------------- | ----------------- | ----------------- |
| Esteban Grimalt Marco Grimalt | Evandro / Schmidt Défaite 15-21, 21-16, 12-15 | Bryl / Fijałek Défaite 17-21, 18-21 | Abicha / El Graoui Victoire 21-14, 21-12 | 3e                | Heidrich / Gerson Victoire 21-17, 21-18 | Semenov / Leshukov Défaite 16-21, 16-21 | Éliminés         | Éliminés         | Éliminés          | 9e                |

### Canoë-kayak
| Athlète                    | Compétition     | Séries        | Séries | Quarts de finale | Quarts de finale | Demi-finales | Demi-finales | Finale Finale B Finale C | Finale Finale B Finale C |
| Athlète                    | Compétition     | Temps         | Rang   | Temps            | Rang             | Temps        | Rang         | Temps                    | Rang                     |
| -------------------------- | --------------- | ------------- | ------ | ---------------- | ---------------- | ------------ | ------------ | ------------------------ | ------------------------ |
| María Mailliard            | C1 200 m femmes | 47 s 557      | 4e     | 46 s 122         | 2e               | 48 s 198     | 5e           | Finale B 47 s 610        | 10e                      |
| María Mailliard Karen Roco | C2 500 m femmes | 2 min 9 s 820 | 6e     | 2 min 4 s 969    | 4e               | Non disputé  | Non disputé  | Finale B 2 min 2 s 698   | 9e                       |

### Cyclisme
| Athlète        | Compétition | Séries | Séries | Finale | Finale |
| Athlète        | Compétition | Points | Rang   | Points | Rang   |
| -------------- | ----------- | ------ | ------ | ------ | ------ |
| Macarena Perez | Femmes      | 67,90  | 7e     | 73,80  | 8e     |

| Athlète       | Compétition              | Temps   | Rang    |
| ------------- | ------------------------ | ------- | ------- |
| Catalina Soto | Course en ligne féminine | Abandon | Abandon |

| Athlète         | Compétition              | Temps           | Rang |
| --------------- | ------------------------ | --------------- | ---- |
| Martín Vidaurre | Cross-country VTT femmes | 1 h 28 min 33 s | 16e  |

### Équitation
| Athlète        | Cheval  | Compétition | Grand Prix | Grand Prix | Grand prix spécial | Grand prix spécial | Grand prix spécial | Grand prix libre | Grand prix libre | Grand prix libre | Total    | Total    |
| Athlète        | Cheval  | Compétition | Score      | Rang       | Score              | Total              | Rang               | Score            | Total            | Rang             | Score    | Rang     |
| -------------- | ------- | ----------- | ---------- | ---------- | ------------------ | ------------------ | ------------------ | ---------------- | ---------------- | ---------------- | -------- | -------- |
| Virginia Yarur | Ronaldo | Individuel  | 66,227     | 46e        | Éliminée           | Éliminée           | Éliminée           | Éliminée         | Éliminée         | Éliminée         | Éliminée | Éliminée |

| Athlète      | Cheval | Compétition | Qualification | Qualification | Qualification | Qualification | Qualification | Finale    | Finale    | Finale    | Finale  | Finale  |
| Athlète      | Cheval | Compétition | Pénalités     | Pénalités     | Pénalités     | Temps         | Rang          | Pénalités | Pénalités | Pénalités | Temps   | Rang    |
| Athlète      | Cheval | Compétition | Saut          | Temps         | Total         | Temps         | Rang          | Saut      | Temps     | Total     | Temps   | Rang    |
| ------------ | ------ | ----------- | ------------- | ------------- | ------------- | ------------- | ------------- | --------- | --------- | --------- | ------- | ------- |
| Samuel Parot | Dubai  | Individuel  | 4.00          | 0.00          | 4.00          | 87.60         | 31e           | Éliminé   | Éliminé   | Éliminé   | Éliminé | Éliminé |

### Escrime
| Athlète           | Compétition        | 1/32e de finale        | 1/16e de finale  | 1/8e de finale   | Quarts de finale | Demi-finales Classement 5-8 | Finale 3e place Classement 5e, 7e places | Rang     |
| Athlète           | Compétition        | Adversaire Score       | Adversaire Score | Adversaire Score | Adversaire Score | Adversaire Score            | Adversaire Score                         | Rang     |
| ----------------- | ------------------ | ---------------------- | ---------------- | ---------------- | ---------------- | --------------------------- | ---------------------------------------- | -------- |
| Katina Proestakis | Fleuret individuel | Jelińska Défaite 12-15 | Éliminée         | Éliminée         | Éliminée         | Éliminée                    | Éliminée                                 | Éliminée |

### Football
| Phase de groupe             | Phase de groupe    | Phase de groupe   | Phase de groupe | Quart de finale  | Demi-finale      | Finale / MB      | Finale / MB |
| Adversaire Score            | Adversaire Score   | Adversaire Score  | Rang            | Adversaire Score | Adversaire Score | Adversaire Score | Rang        |
| --------------------------- | ------------------ | ----------------- | --------------- | ---------------- | ---------------- | ---------------- | ----------- |
| Grande-Bretagne Défaite 0-2 | Canada Défaite 1-2 | Japon Défaite 0-1 | 4e              | Éliminées        | Éliminées        | Éliminées        | Éliminées   |

### Golf
| Athlète         | Scores | Scores | Scores | Scores | Total     | Rang |
| Athlète         | Jour 1 | Jour 2 | Jour 3 | Jour 4 | Total     | Rang |
| --------------- | ------ | ------ | ------ | ------ | --------- | ---- |
| Joaquín Niemann | 70     | 69     | 66     | 65     | 270 (-14) | T10  |
| Mito Pereira    | 69     | 65     | 68     | 67     | 269 (-11) | T4   |

### Gymnastique artistique
| Athlète       | Qualifications | Qualifications      | Qualifications | Qualifications | Qualifications | Qualifications | Finale   | Finale              | Finale   | Finale   | Finale   | Finale   |
| Athlète       | Appareil       | Appareil            | Appareil       | Appareil       | Total          | Rang           | Appareil | Appareil            | Appareil | Appareil | Total    | Rang     |
| Athlète       | Saut           | Barres asymétriques | Poutre         | Sol            | Total          | Rang           | Saut     | Barres asymétriques | Poutre   | Sol      | Total    | Rang     |
| ------------- | -------------- | ------------------- | -------------- | -------------- | -------------- | -------------- | -------- | ------------------- | -------- | -------- | -------- | -------- |
| Simona Castro | 13,200         | 11,533              | 11,433         | 10,233         | 46,399         | 75e            | Éliminée | Éliminée            | Éliminée | Éliminée | Éliminée | Éliminée |

| Athlète        | Compétition | Qualifications | Qualifications | Qualifications | Qualifications | Qualifications    | Qualifications | Qualifications | Qualifications | Finale   | Finale         | Finale   | Finale   | Finale            | Finale     | Finale  | Finale  |
| Athlète        | Compétition | Appareil       | Appareil       | Appareil       | Appareil       | Appareil          | Appareil       | Total          | Rang           | Appareil | Appareil       | Appareil | Appareil | Appareil          | Appareil   | Total   | Rang    |
| Athlète        | Compétition | Sol            | Cheval d'arçon | Anneaux        | Saut           | Barres parallèles | Barre fixe     | Total          | Rang           | Sol      | Cheval d'arçon | Anneaux  | Saut     | Barres parallèles | Barre fixe | Total   | Rang    |
| -------------- | ----------- | -------------- | -------------- | -------------- | -------------- | ----------------- | -------------- | -------------- | -------------- | -------- | -------------- | -------- | -------- | ----------------- | ---------- | ------- | ------- |
| Tomás González | Sol         | 13,600         | -              | -              | -              | -                 | -              | 13,600         | 42e            | Éliminé  | Éliminé        | Éliminé  | Éliminé  | Éliminé           | Éliminé    | Éliminé | Éliminé |

### Haltérophilie
| Athlète               | Compétition           | Arraché  | Arraché  | Épaulé-jeté | Épaulé-jeté | Total    | Rang     |
| Athlète               | Compétition           | Résultat | Rang     | Résultat    | Rang        | Total    | Rang     |
| --------------------- | --------------------- | -------- | -------- | ----------- | ----------- | -------- | -------- |
| Arley Méndez          | Moins de 81 kg hommes | 160 kg   | 8e       | 190 kg      | Ab.         | 160 kg   | Ab.      |
| María Fernanda Valdés | Moins de 87 kg femmes | Éliminée | Éliminée | Éliminée    | Éliminée    | Éliminée | Éliminée |

### Judo
| Athlète         | Compétition           | 1er tour              | 2e tour                  | Quart de finale     | Demi-finale         | Repêchage           | Finale              | Rang     |
| Athlète         | Compétition           | Adversaire Résultat   | Adversaire Résultat      | Adversaire Résultat | Adversaire Résultat | Adversaire Résultat | Adversaire Résultat | Rang     |
| --------------- | --------------------- | --------------------- | ------------------------ | ------------------- | ------------------- | ------------------- | ------------------- | -------- |
| Mary Dee Vargas | Moins de 48 kg femmes | Menz Victoire 010-001 | Munkhbat Défaite 000-100 | Éliminée            | Éliminée            | Éliminée            | Éliminée            | Éliminée |

### Lutte
| Athlète        | Compétition | Huitièmes de finale    | Quarts de finale       | Demi-finales        | Repêchage           | Finale 3e place Classement | Finale 3e place Classement |
| Athlète        | Compétition | Adversaire Résultat    | Adversaire Résultat    | Adversaire Résultat | Adversaire Résultat | Adversaire Résultat        | Rang                       |
| -------------- | ----------- | ---------------------- | ---------------------- | ------------------- | ------------------- | -------------------------- | -------------------------- |
| Yasmani Acosta | 130 kg      | Guennichi Victoire 3-1 | Abdullaev Victoire 3-0 | Kajaia Défaite 1-3  | Non qualifié        | Semenov Défaite 1-3        | 5e                         |

### Natation
| Athlète           | Épreuve                    | Séries        | Séries | Finale   | Finale   |
| Athlète           | Épreuve                    | Temps         | Rang   | Temps    | Rang     |
| ----------------- | -------------------------- | ------------- | ------ | -------- | -------- |
| Eduardo Cisternas | 400 m nage libre masculin  | 3 min 54 s 10 | 27e    | Éliminé  | Éliminé  |
| Kristel Köbrich   | 800 m nage libre féminin   | 8 min 32 s 58 | 19e    | Éliminée | Éliminée |
| Kristel Köbrich   | 1 500 m nage libre féminin | 16 min 9 s 9  | 14e    | Éliminée | Éliminée |

### Pentathlon moderne
| Athlète        | Escrime (épée, une touche) | Escrime (épée, une touche) | Natation (200 m nage libre) | Natation (200 m nage libre) | Natation (200 m nage libre) | Équitation (saut d'obstacles) | Équitation (saut d'obstacles) | Équitation (saut d'obstacles) | Combiné course/tir (3 200 m / pistolet à 10 m) | Combiné course/tir (3 200 m / pistolet à 10 m) | Combiné course/tir (3 200 m / pistolet à 10 m) | Total | Rang |
| Athlète        | Rang                       | Points                     | Temps                       | Rang                        | Points                      | Pénalités                     | Rang                          | Points                        | Temps                                          | Rang                                           | Points                                         | Total | Rang |
| -------------- | -------------------------- | -------------------------- | --------------------------- | --------------------------- | --------------------------- | ----------------------------- | ----------------------------- | ----------------------------- | ---------------------------------------------- | ---------------------------------------------- | ---------------------------------------------- | ----- | ---- |
| Esteban Bustos | 17e                        | 208                        | 2 min 5 s 24                | 26e                         | 300                         | EL                            | 33e                           | 0                             | 11 min 52 s 66                                 | 30e                                            | 588                                            | 1 096 | 34e  |

### Skateboard
| Athlète              | Rounds | Rounds | Finale   | Finale   |
| Athlète              | Points | Rang   | Points   | Rang     |
| -------------------- | ------ | ------ | -------- | -------- |
| Josefina Tapia Varas | 9,73   | 19e    | Éliminée | Éliminée |

### Surf
| Athlète       | Round 1  | Round 1 | Round 2  | Round 2 | Round 3  | Quart de finale | Demi-finale | Finale / 3e place | Finale / 3e place |
| Athlète       | Résultat | Rang    | Résultat | Rang    | Résultat | Résultat        | Résultat    | Résultat          | Classement        |
| ------------- | -------- | ------- | -------- | ------- | -------- | --------------- | ----------- | ----------------- | ----------------- |
| Manuel Selman | 6,20     | 4e      | 9,74     | 4e      | Éliminé  | Éliminé         | Éliminé     | Éliminé           | Éliminé           |

### Taekwondo
| Athlète          | Compétition    | Huitièmes de finale | Quarts de finale    | Demi-finales        | Repêchage           | Finale / MB         | Finale / MB |
| Athlète          | Compétition    | Adversaire Résultat | Adversaire Résultat | Adversaire Résultat | Adversaire Résultat | Adversaire Résultat | Rang        |
| ---------------- | -------------- | ------------------- | ------------------- | ------------------- | ------------------- | ------------------- | ----------- |
| Fernanda Aguirre | Moins de 57 kg | Forfait             | Forfait             | Forfait             | Forfait             | Forfait             | Forfait     |

### Tennis
| Athlète       | 1/32e de finale          | 1/16e de finale     | 1/8e de finale      | Quarts de finale    | Demi-finales        | Finale / MB         | Finale / MB |
| Athlète       | Adversaire Résultat      | Adversaire Résultat | Adversaire Résultat | Adversaire Résultat | Adversaire Résultat | Adversaire Résultat | Rang        |
| ------------- | ------------------------ | ------------------- | ------------------- | ------------------- | ------------------- | ------------------- | ----------- |
| Tomás Barrios | Chardy Défaite 1-6, 6-74 | Éliminé             | Éliminé             | Éliminé             | Éliminé             | Éliminé             | Éliminé     |

### Tennis de table
| Athlète(s)         | Tour préliminaire | 1er tour                 | 2e tour                | 3e tour          | 4e tour          | Quarts de finale | Demi-finales     | Finale           | Finale   |
| Athlète(s)         | Adversaire Score  | Adversaire Score         | Adversaire Score       | Adversaire Score | Adversaire Score | Adversaire Score | Adversaire Score | Adversaire Score | Rang     |
| ------------------ | ----------------- | ------------------------ | ---------------------- | ---------------- | ---------------- | ---------------- | ---------------- | ---------------- | -------- |
| María Paulina Vega | Exemptée          | Batmönkhiin Victoire 4-0 | Sawettabut Défaite 0-4 | Éliminée         | Éliminée         | Éliminée         | Éliminée         | Éliminée         | Éliminée |

### Tir
| Athlète            | Compétition | Qualification | Qualification | Finale   | Finale   |
| Athlète            | Compétition | Points        | Rang          | Points   | Rang     |
| ------------------ | ----------- | ------------- | ------------- | -------- | -------- |
| Francisca Crovetto | Skeet,      | 112           | 23e           | Éliminée | Éliminée |

### Tir à l'arc
| Athlète        | Tour préliminaire | Tour préliminaire | 1er tour          | 2e tour          | 3e tour          | Quarts de finale | Demi-finales     | Finale / 3e place | Finale / 3e place |
| Athlète        | Score             | Rang              | Adversaire Score  | Adversaire Score | Adversaire Score | Adversaire Score | Adversaire Score | Adversaire Score  | Rang              |
| -------------- | ----------------- | ----------------- | ----------------- | ---------------- | ---------------- | ---------------- | ---------------- | ----------------- | ----------------- |
| Andrés Aguilar | 662               | 18e               | Wukie Défaite 1-7 | Éliminé          | Éliminé          | Éliminé          | Éliminé          | Éliminé           | Éliminé           |

### Triathlon
| Athlète         | Compétition | Natation (1,5 km) | Transition 1 | Vélo (40 km)   | Transition 2 | Course (10 km) | Temps           | Résultat |
| --------------- | ----------- | ----------------- | ------------ | -------------- | ------------ | -------------- | --------------- | -------- |
| Diego Moya      | Hommes      | 17 min 50 s       | 42 s         | 56 min 34 s    | 35 s         | 32 min 48 s    | 1 h 48 min 29 s | 30e      |
| Bárbara Riveros | Femmes      | 19 min 45 s       | 42 s         | 1 h 4 min 54 s | 36 s         | 36 min 49 s    | 2 h 2 min 46 s  | 25e      |

### Voile
| Athlète         | Compétition | Régate | Régate | Régate | Régate | Régate | Régate | Régate | Régate | Régate | Régate | Régate | Total net | Rang final |
| Athlète         | Compétition | 1      | 2      | 3      | 4      | 5      | 6      | 7      | 8      | 9      | 10     | CM     | Total net | Rang final |
| --------------- | ----------- | ------ | ------ | ------ | ------ | ------ | ------ | ------ | ------ | ------ | ------ | ------ | --------- | ---------- |
| Clemente Seguel | Laser       | 25     | 5      | 16     | 27     | 11     | 20     | 21     | 22     | 18     | (31)   | EL     | 165       | 22e        |